# Carl de Boor
Carl-Wilhelm Reinhold de Boor (ur. 3 grudnia 1937 w Stolp) – niemiecko-amerykański matematyk, emerytowany profesor Uniwersytetu Wisconsin-Madison.

## Życiorys

### Wczesne lata
Urodził się w Stolp w Niemczech (obecnie Słupsk w Polsce) w 1937 jako siódme z ośmiorga dzieci Wernera (antynazistowskiego pastora luterańskiego) i Toni de Boor. W 1945 uciekł z rodziną i w końcu osiadł w Schwerinie, wtedy w Niemczech Wschodnich. Jako dziecko często chorował, bez wątpienia źle znosił zmienne warunki pogorszone przez status jego ojca jako wroga zarówno państwa faszystowskiego, jak i komunistycznego. W 1955 młody Carl, skorzystawszy z odwilży, która nastąpiła po śmierci Stalina w 1953, otrzymał miesięczną wizę do Niemiec Zachodnich i pojechał tam na rowerze, gdzie zdecydował się pozostać, gdy dowiedział się, że jego aplikacja na studia chemiczne na Uniwersytecie Humboldta (w Berlinie Wschodnim została odrzucona (ze względu na słabe wyniki z matematyki). Na szczęście Otto Friedrich (brat pierwszej żony ojca Carla) chciał i był w stanie mu pomóc. Dwa lata później spotkał i zakochał się w Matildzie Friedrich, bratanicy Otto i córce Carla Friedricha znanego politologa i konstytucjonalisty. Z pomocą rodziny Friedricha (matka rodu traktowała go jak kolejnego wnuka), Carl wyemigrował w 1959 do Stanów Zjednoczonych, uczył się angielskiego podczas podróży przez Atlantyk (gdy wszedł na pokład, mógł czytać Beatrix Potter).

### Wykształcenie i kariera
Wyposażony tylko w dyplom wyższej uczelni, po trzyipółletnich studiach na Uniwersytecie w Hamburgu, de Boor wstąpił na Harvard jako słuchacz studiów magisterskich z matematyki. Po przepracowaniu roku jako asystent biorący udział w badaniach Garretta Birkhoffa, poszedł do pracy w General Motors Research w Warren w stanie Michigan, gdzie zetknął się z funkcjami sklejanymi (spline). Chociaż tylko połowa jego ocen była najwyższa, otrzymał swój pierwszy tytuł, tytuł doktora od Uniwersytetu Michigan w 1966, a następnie został profesorem na Uniwersytecie Purdue. Jak to często bywało w uczelnianych rodzinach tamtego okresu, Matilda przejęła główną odpowiedzialność za wychowywanie ich czwórki dzieci, umożliwiając Carlowi, który również miał głębokie poczucie obowiązku względem rodziny, naukę po nocach i osiągnięcie szybkiego awansu na pełny profesorski poziom w wieku 34 lat. W 1972 przyjął stanowisko profesora matematyki i informatyki na Uniwersytecie Wisconsin-Madison, prowadząc ćwiczenia w University of Wisconsin-Madison Army Math Research Center, które to centrum nieco wcześniej przeszło zamach bombowy przeprowadzony przez uczelnianych radykałów, a związany z protestem przeciw wojnie w Wietnamie.

## Badania i dydaktyka
Główną atrakcją pracy na Uniwersytecie Wisconsin-Madison była możliwość bezpośredniej współpracy z Izaakiem Schoenbergiem, uważanym za ojca funkcji sklejanych. De Boor rozwinął dalej wielomiany do postaci wszechobecnej w niemal każdej formie projektowania przemysłowego. W szczególności sformułował stosunkowo szybki i stabilny numerycznie algorytm wyznaczania wartości funkcji sklejanych (szeroko używany w projektowaniu wspomaganym komputerowo i grafice komputerowej).
Skutecznie popierał formułowanie funkcji sklejanych za pomocą bazowych funkcji sklejanych lub krzywych B-sklejanych (B-spline), które rozwinęli Izaak Schoenberg i Haskell Curry. Był zapalonym nauczycielem, prowadził wielu studentów (pod skrajnym rygorem – niektórzy darzą go uznaniem za decyzję o porzuceniu matematyki i zostanie wiceprezesem od operacji sieciowych i danych w America Online), często wstawał o godz. 5.50 lub 6.00, by przygotować notatki na wykłady dla swych klas z aproksymacji numerycznej i algebry liniowej. Jest autorem licznych prac zawierających podstawowe wstępne podręczniki do analizy numerycznej (razem z Samuelem D. Conte) i nowatorskich podręczników o aproksymacji funkcjami sklejanymi. Carl de Boor współpracował przez wiele lat z The MathWorks (producentem MATLAB'a) i jest autorem narzędzi dla krzywych sklejanych.
Carl de Boor odszedł z Uniwersytetu Wisconsin-Madison w 2003 na emeryturę i przeprowadził się na pacyficzny północny zachód, gdzie kontynuuje pracę z kolegami nad problemami matematycznymi i sporo podróżuje. Obecnie mieszka na wyspie Orcas w stanie Waszyngton ze swoją drugą żoną Helen Bee, autorką licznych podstawowych podręczników o rozwoju osobowym, którą poślubił w 1991. Poza tym, że jest zasłużonym emerytowanym profesorem Uniwersytetu Wisconsin-Madison, jest też profesorem stowarzyszonym Uniwersytetu Waszyngtońskiego.

## Nagrody
W 1997 został wybrany do Narodowej Akademii Nauk (United States National Academy of Sciences) i otrzymał w 2003 Narodowy Medal Nauki (National Medal of Science) w matematyce. Inne wyróżnienia obejmują wybór do Amerykańskiej Akademii Sztuki i Nauki (American Academy of Arts and Sciences) w 1987 oraz Narodowej Akademii Inżynierii (National Academy of Engineering) w 1993, honorowe stopnie od Uniwersytetu Purdue i Technion (Izraelski Instytut Technologii), jak również członkostwo w Niemieckiej Akademii Przyrodników Leopoldina w Niemczech i Polskiej Akademii Nauk. Otrzymał nagrodę Johna von Neumanna od Stowarzyszenia dla Matematyki Przemysłowej i Stosowanej (Society for Industrial and Applied Mathematics) w 1996.

## Wybrane publikacje
- C. de Boor, On calculating with B-splines, J. Approx. Theory 6 (1972), 50–62.
- C. de Boor, A Practical Guide to Splines, Springer-Verlag, 1978.
- C. de Boor and S.D. Conte, Elementary numerical analysis, an algorithmic approach, McGraw-Hill, 1972 / 2000.
- C. de Boor, K. Hoellig and S. Riemenschneider, Box splines, Springer-Verlag, 1993.